# Damme, Tyskland
Damme är en stad i Landkreis Vechta i förbundslandet Niedersachsen i Tyskland.